# Municipio 9 Sandy Mush
El municipio 9 Sandy Mush (en inglés: Township 9 Sandy Mush) es un municipio ubicado en el  condado de Madison en el estado estadounidense de Carolina del Norte. En el año 2010 tenía una población de 551 habitantes.

## Geografía
El municipio 9 Sandy Mush se encuentra ubicado en las coordenadas 35°44′17.65″N 82°44′48.04″O / 35.7382361, -82.7466778.